# Fasten
Fasten — Агрегатор такси, проект Группы компаний "Везёт", крупнейшего сервиса заказа такси в России.

## История
Приложение Fasten было запущено в 2015 году в США (Бостон), затем в 2016 в Остине. В феврале 2018 года приложение начало работать в Краснодаре.